# Парламентарни избори у Србији 2016.

Избори за народне посланике Републике Србије 2016. одржани су 24. априла. заједно са покрајинским и локалним изборима.
За изборе је одређено 8.378 бирачких места, од којих 38 у иностранству и 29 у затворима.
Ово су били трећи парламентарни избори за четири године и други у низу који су расписани пре окончања мандата парламента, што, према извештају ОЕБС-а није у складу са Кодексом Венецијанске комисије Савета Европе о доброј пракси у области избора.
Укупно бирача са правом да изађу на изборе било је 6.734.802.
Поновљени избори су били одржани 4. маја на 15 бирачких места на којима су поништени избори. На тим местима уписан је 19.631 бирач.

## Изборне листе
| #  | Назив | Назив | Назив | Први на листи       | Главна идеологија          | Политичка позиција           |
| -- | ----- | --- | --- | ------------------- | -------------------------- | ---------------------------- |
| 1  |       | - Александар Вучић — Србија побеђује - СНС, НСС, УСС, СДСС, СДПС, ПС, ПУПС, НС, ПСС–БК, СНП, СПО                                                                          | - Александар Вучић — Србија побеђује - СНС, НСС, УСС, СДСС, СДПС, ПС, ПУПС, НС, ПСС–БК, СНП, СПО                                                                          | Александар Вучић    | Популизам                  | Велики шатор                 |
| 2  |       | - За праведну Србију — Демократска странка (НОВА, ДСХВ, ЗЗС, УРС) - ДС, НОВА, РС, ЖЗК, ДСХВ, ЗЗС, ЗЗШ                                                                     | - За праведну Србију — Демократска странка (НОВА, ДСХВ, ЗЗС, УРС) - ДС, НОВА, РС, ЖЗК, ДСХВ, ЗЗС, ЗЗШ                                                                     | Бојан Пајтић        | Социјалдемократија         | Леви центар                  |
| 3  |       | - Ивица Дачић — „Социјалистичка партија Србије (СПС), Јединствена Србија (ЈС) — Драган Марковић Палма” - SPS, ЈС, КП, ЗС                                                  | - Ивица Дачић — „Социјалистичка партија Србије (СПС), Јединствена Србија (ЈС) — Драган Марковић Палма” - SPS, ЈС, КП, ЗС                                                  | Ивица Дачић         | Популизам                  | Велики шатор                 |
| 4  |       | - Др Војислав Шешељ — Српска радикална странка - СРС | - Др Војислав Шешељ — Српска радикална странка - СРС | Војислав Шешељ      | Ултранационализам          | Крајња десница               |
| 5  |       | - Двери — Демократска странка Србије — Санда Рашковић Ивић — Бошко Обрадовић - Двери, ДСС, СЛС                                                                            | - Двери — Демократска странка Србије — Санда Рашковић Ивић — Бошко Обрадовић - Двери, ДСС, СЛС                                                                            | Санда Рашковић Ивић | Конзервативизам            | Од деснице до крајње деснице |
| 6  |       | листа националне мањине | - Савез војвођанских Мађара — Иштван Пастор - СВМ | Балинт Пастор       | Мађарска мањинска права    | Десни центар                 |
| 7  |       | - Борис Тадић, Чедомир Јовановић — Савез за бољу Србију — Либерално-демократска партија, Лига социјалдемократа Војводине, Социјалдемократска странка - ЛДП, ЛСВ, СДС, НПС | - Борис Тадић, Чедомир Јовановић — Савез за бољу Србију — Либерално-демократска партија, Лига социјалдемократа Војводине, Социјалдемократска странка - ЛДП, ЛСВ, СДС, НПС | Ненад Чанак         | Социјалдемократија         | Леви центар                  |
| 8  |       | листа националне мањине | - Муамер Зукорлић — Бошњачка демократска заједница Санџака - БДЗС | Муамер Зукорлић     | Бошњачка мањинска права    | Бошњачка мањинска права      |
| 9  |       | листа националне мањине | - СДА Санџака — др Сулејман Угљанин - СДАС | Сулејман Угљанин    | Бошњачка мањинска права    | Десница                      |
| 10 |       | - За слободну Србију – Заветници — Милица Ђурђевић - ССЗ | - За слободну Србију – Заветници — Милица Ђурђевић - ССЗ | Божидар Зечевић     | Ултранационализам          | Крајња десница               |
| 11 |       | - Група грађана За препород Србије — проф. др Слободан Комазец - ЗСП | - Група грађана За препород Србије — проф. др Слободан Комазец - ЗСП | Јован Деретић       | Теорије завере             | Десница                      |
| 12 |       | листа националне мањине | - Руска странка — Слободан Николић - РС | Слободан Николић    | Национални конзервативизам | Десница                      |
| 13 |       | листа националне мањине | - Републиканска странка — Никола Сандуловић - РС | Никола Сандуловић   | Мађарска мањинска права    | Мађарска мањинска права      |
| 14 |       | листа националне мањине | - Српско руски покрет — Слободан Димитријевић - ИА, СЛ, СОФ, ПВ, МЛ | Драган Тодоровић    | Национални конзервативизам | Десница                      |
| 15 |       | - Борко Стефановић — Србија за све нас - ЛС, ПЗП, СДУ, НУПС | - Борко Стефановић — Србија за све нас - ЛС, ПЗП, СДУ, НУПС | Борко Стефановић    | Социјалдемократија         | Леви центар                  |
| 16 |       | - Дијалог — Млади са ставом — Станко Дебељаковић - Дијалог | - Дијалог — Млади са ставом — Станко Дебељаковић - Дијалог | Станко Дебељаковић  | Либерализам                | Центар                       |
| 17 |       | - Доста је било — Саша Радуловић - ДЈБ | - Доста је било — Саша Радуловић - ДЈБ | Саша Радуловић      | Социјални либерализам      | Центар                       |
| 18 |       | листа националне мањине | - Партија за демократско деловање — Ардита Синани - ПДД | Ардита Синани       | Албанска мањинска права    | Десни центар                 |
| 19 |       | листа националне мањине | - Зелена странка - ЗС | Горан Чабради       | Словачка мањинска права    | Леви центар                  |
| 20 |       | - У инат — Сложно за Србију — Народни савез - ТС, НМ | - У инат — Сложно за Србију — Народни савез - ТС, НМ | Владан Глишић       | Национални конзервативизам | Крајња десница               |

 — имају статус политичке странке националних мањина.

## Коалиције и странке

### Александар Вучић — Србија побеђује
Под редним бројем 1. ово је листа коју води Српска напредна странка премијера Вучића. Са напредњацима и на овим изборима наступају поново Социјалдемократска партија Србије, Нова Србија, Српски покрет обнове, Покрет социјалиста и Покрет снага Србије док су се као нови партнери придружили Партија уједињених пензионера Србије (која је 2014. била у коалицији са СПС-ом и ЈС-ом) и новоосновани Самостални ДСС и Српска народна партија. На листама СНС-а се налазе такође кандидати Народне сељачке странке и Коалиције избеглица у Србији. Слоган листе је Уједињени можемо све!

### За праведну Србију — Демократска странка
Након пропадања преговора о јединственој листи про-европске опозиције демократе су склопиле предизборну коалицију са Новом странком, Заједно за Србију (који је 2014. био на листи НДС-а) и Демократским савезом Хрвата у Војводини. Уз ове три странке придружили су се локални покрети Заједно за Шумадију и Покрет за Крајину. Слоган листе је Живети нормално. Живети сад.

### Ивица Дачић — СПС, ЈС — Драган Марковић Палма
Након што је ПУПС напустио овај савез СПС и ЈС су се опет одлучиле за заједнички наступ на изборима. Зелени Србије и Комунистичка партија такође имају кандидате на овој листи. Слоган листе је Служимо народу!

### Др Војислав Шешељ — Српска радикална странка
Српска радикална странка под вођством проф. др Војислава Шешеља већ традиционално излази на изборе без коалиционих партнера. Слоган листе је Србију у сигурне руке!

### Доста је било -- Саша Радуловић
Као и на претходним изборима (2014. год), покрет Доста је било (ДЈБ) учествовао је самостално на овим парламентарним изборима. Покрет није имао посебан изборни слоган.

### Двери — Демократска странка Србије — Санда Рашковић Ивић — Бошко Обрадовић
Дана 18. новембра 2014. Демократска странка Србије и Српски покрет Двери су најавиле заједничку листу на предстојећим изборима у оквиру коалиције Патриотски блок. У јануару 2015. Српски либерални савет и Покрет уједињених локалних самоуправа су се придружили ПБ-у. Асоцијација малих и средњих предузећа и Равногорски покрет су такође подржали ову листу. Слоган листе је Срећа за Србију.

### Борис Тадић, Чедомир Јовановић — Савез за бољу Србију — ЛДП, ЛСВ, СДС
После неуспешних преговора око уједињавања демократске опозиције Социјалдемократска странка, Либерално-демократска партија и Лига социјалдемократа Војводине су се направиле ову коалицију. На листама коалиције су такође "Зелени" и Народни покрет. Слоган листе је Имаш избор!

### Борко Стефановић — Србија за све нас
Након напуштања ДС-а Стефановић је формирао Левицу Србије. На изборе наступа са Покретом за преокрет, Социјалдемократском унијом и Новим удружењем пензионера Србије. Слоган листе је Идемо!

### Савез војвођанских Мађара
Савез војвођанских Мађара (СВМ), Демократска странка војвођанских Мађара (ДСВМ) и Странка мађарског јединства (СМЈ) потписали су коалициони споразум о заједничком наступу на изборима 24. априла. Према споразуму, на републичком нивоу ДСВМ и СМЈ подржавају листу кандидата СВМ-а, а на покрајинском нивоу на листи кандидата су предложени и кандидати ДСВМ и СМЈ.

## Истраживања јавног мњења
| 23. април             | NewMediaMp                                                                      | 58,2 | 8,0  | 3,0  | 15,0 | 5,0 | 6,0  | 6,0 | – | 43,0 |
| 20. април             | Faktor Plus                                                                     | 50,9 | 12,3 | 5,5  | 7,9  | 5,2 | 5,1  | 4,6 | – | 38,6 |
| 20. април             | „Ninamedia”. Архивирано из оригинала 23. 04. 2016. г. Приступљено 24. 04. 2016. | 47,2 | 13,3 | 5,1  | 9,3  | 6,3 | 5,6  | 4,9 | – | 33,9 |
| 20. април             | NSPM                                                                            | 44,8 | 12,7 | 7,5  | 9,8  | 6,3 | 6,9  | 4,2 | – | 32,1 |
| 19. април             | ProPozitiv                                                                      | 50,6 | 11,4 | 4,9  | 8,2  | 5,6 | 6,9  | 5,3 | – | 39,2 |
| април                 | FPN [a]                                                                         | 27,2 | 11,6 | 5,6  | 17,5 | 8,1 | 12,0 | 8,8 | – | 9,7  |
| 11. април             | Faktor Plus                                                                     | 50,9 | 12,3 | 5,7  | 7,8  | 5,1 | 5,0  | 4,5 | – | 38,3 |
| 31. март              | ProPozitiv                                                                      | 52,4 | 12,3 | 4,6  | 6,5  | 7,4 | 7,3  | 5,7 | – | 40,1 |
| 28–31. март           | CeSID                                                                           | 53,0 | 13,0 | 5,0  | 7,0  | 8,0 | 6,0  | 5,0 | – | 40   |
| 27. март              | Faktor Plus                                                                     | 52,6 | 11,9 | 6,1  | 6,1  | 5,5 | 5,0  | 3,3 | – | 40,7 |
| 3. март               | Faktor Plus                                                                     | 49,4 | 12,7 | 6,4  | 6,0  | 5,7 | 5,0  | 3   | – | 36,7 |
| 28. јануар-7. фебруар | NSPM Архивирано на веб-сајту (30. мај 2016)                                     | 44,9 | 11,8 | 10,8 | 7,0  | 6,8 | 8,5  | 3,4 | – | 33,1 |
| 3. фебруар            | Faktor Plus                                                                     | 49,5 | 12,0 | 6,8  | 6,0  | 5,6 | 5,2  | 2,3 | – | 37,5 |

## Резултати
|                               |                                           |           |        |         |      |
| Партија                       | Партија                                   | Гласови   | %      | Мандати | +/–  |
|                               | Србија побеђује                           | 1.823.147 | 49,71  | 131     | –39  |
|                               | СПС–ЈС–ЗС–КП                              | 413.770   | 11,28  | 29      | –4   |
|                               | Српска радикална странка                  | 306.052   | 8,34   | 22      | +22  |
|                               | Доста је било                             | 227.626   | 6,21   | 16      | +16  |
|                               | За праведну Србију                        | 227.589   | 6,20   | 16      | –5   |
|                               | Двери–ДСС–СЛС                             | 190.530   | 5,19   | 13      | +13  |
|                               | Савез за бољу Србију                      | 189.564   | 5,17   | 13      | –2   |
|                               | Савез војвођанских Мађара                 | 56.620    | 1,54   | 4       | –2   |
|                               | Србија за све нас                         | 35.710    | 0,97   | 0       | нова |
|                               | Бошњачка демократска заједница Санџака    | 32.526    | 0,89   | 2       | +2   |
|                               | СДА Санџака                               | 30.092    | 0,82   | 2       | –1   |
|                               | Српски сабор Заветници                    | 27.690    | 0,75   | 0       | нова |
|                               | Зелена странка                            | 23.890    | 0,65   | 1       | нова |
|                               | У инат — Сложно за Србију — Народни савез | 17.528    | 0,48   | 0       | нова |
|                               | Партија за демократско деловање           | 16.262    | 0,44   | 1       | –1   |
|                               | Руска странка                             | 13.777    | 0,38   | 0       | 0    |
|                               | Група грађана За препород Србије          | 13.260    | 0,36   | 0       | нова |
|                               | СРП коалиција                             | 10.016    | 0,27   | 0       | нова |
|                               | Дијалог                                   | 7.744     | 0,21   | 0       | нова |
|                               | Републиканска странка                     | 4.522     | 0,12   | 0       | нова |
| Укупно                        | Укупно                                    | 3.667.915 | 100,00 | 250     | 0    |
|                               |                                           |           |        |         |      |
| Важећи гласови                | Важећи гласови                            | 3.667.915 | 97,06  |         |      |
| Неважећи/празни гласови       | Неважећи/празни гласови                   | 111.008   | 2,94   |         |      |
| Укупно гласова                | Укупно гласова                            | 3.778.923 | 100,00 |         |      |
| Регистровани бирачи излазност | Регистровани бирачи излазност             | 6.739.441 | 56,07  |         |      |
| Извор: РИК                    |                                           |           |        |         |      |

 — имају статус политичке странке националних мањина.

## Реакције

### Извештај ОЕБС-а и Савета Европе
Комисија ОЕБС-а за посматрање изборна је утврдила да је изборна администрација своје дужности обављала на ефикасан начин, да су основна грађанска права била поштована и да је изборним листама било омогућено да спроводе кампању на слободан начин, али и да је једнакост могућности у такмичењу кандидата била пољуљана пристрасним извештавањем медија и нејасним разграничавањем државних и страначких активности. Даље објашњавају да су телевизије са националном покривеношћу давале једнаку минутажу учесницима избора у програмима у којима су представљали своју платформу, али да је критичко и аналитичко извештавање било ограничено због свеприсутне аутоцензуре која је резултат политичког утицаја на медије. Такође, ОЕБС наводи, као и током претходних избора, да постоје обавештења о вршењу притиска владајућих странака на бираче, нарочито запослене у јавном сектору.
Делегација Савета Европе је констатовала да на дан избора није било ограничења за спровођење изборног процеса и да су испоштоване основне слободе, али указује на проблеме злоупотребе функционерских позиција током кампање, притиске и застрашивања бирача запослених у јавном сектору, неравномерно медијско извештавање и недостатак транспарентности по питању финансирања кампање.

### Оптужбе опозиције за изборну крађу
Лидери свих опозиционих изборних листа које су прешле цензус, осим Српске радикалне странке, након избора оптужили су власт за изборну крађу. Већ у току изборне ноћи, лидери изборних листа Демократске странке, СДС-ЛДП-ЛСВ, Доста је било и ДСС-Двери, дошли су у Републичку изборну комисију да протестују због неправилности и затражили увид у бирачке спискове и изборни материјал. Наредног дана одржан је хитан састанак лидера ових опозиционих изборних листа у седишту ДС-а, како је наведено „у циљу спречавања манипулације гласовима”. Иако је наредних дана деловало да су се страсти смириле, ситуацију је отежавало то што Републичка изборна комисија није завршила бројање гласова и прогласила коначне резултате, због неправилности на више бирачких места. РИК је донела одлуку да је 99 бирачких места са „тешким грешкама” и одлучила да анулира резултате са 10 бирачких места, док је у преосталим случајевима верификовала резултате гласања. На крају је одлучено да се 4. маја избори понове на 15 бирачких места, на којима су због неправилности претходно поништени резултати гласања.
Напету ситуацију је додатно узбуркало, када је 29. априла, Републичка изборна комисија саопштила последње прелиминарне резултате пре одржавања поновљених избора, по којима је изборна листа ДСС-Двери испод цензуса за свега 0,01% или само један глас. Ово је чак довело и до инцидента у холу РИК-а, у којем је дошло до вербалног сукоба и кошкања између представника Двери и чланова РИК-а и Републичког завода за статистику. Након овога, лидери опозиционих изборних листа одржали су конференцију за медије на којој су власт оптужили за изборну крађу и позвали грађане на протест. Лидери ДС и ДЈБ позвали су своје гласаче да на поновљеним изборима гласају за листу ДСС-Двери, како би могла да пређе цензус. Протест опозиције одржан је 30. априла, испред седишта РИК-а у Београду.
Дана 5. маја, након објављивања коначних резултата парламентарних избора саопштено је да је изборна листа ДСС-Двери ипак прешла цензус неопходан за улазак у Народну скупштину, након чега су опозиционе изборне листе прихватиле изборне резултате. Након конституисања новог сазива Народне скупштине, посланици ДСС-а и Двери предложили су формирање „анкетног одбора за утврђивање чињеница и околности у вези са дешавањима током изборног процеса 2016. године, од расписивања избора до објављивања коначних резултата”, али то није прихваћено од стране владајуће већине.

## Конституисање скупштине
Нови сазив Народне Скупштине Републике Србије конституисан је у петак, 3. јуна 2016.